# Josep d'Ardena
Josep d'Ardena i de Sabastida (Darnius, 1611 - Rosselló, 1677) fou un militar i polític català. Estava casat amb Lluïsa d'Aragó i d'Aybar.

## Participació en la Guerra dels Segadors
Durant la Guerra dels Segadors (1640-1652) fou mestre de camp de la Generalitat i cap de la cavalleria catalana. Amb aquestes responsabilitats va participar en la batalla del coll de Balaguer el 1640, a la famosa batalla de Montjuïc el 26 de gener de 1641 contra les tropes de Pedro Fajardo.
Poc després, el 14 de febrer, arribava l'ajuda de l'exèrcit francès de terra de Philippe de La Mothe-Houdancourt i l'armada de Jean Armand de Maillé-Brézé. El 25 de febrer es forma el Batalló del Principat com a exèrcit regular català que va lluitar amb l'exèrcit francès, amb 5.000 soldats d'infanteria dirigits per Josep Sacosta i de 500 cavalleria comandats per Josep d'Ardena, pagats amb l'impost del batalló. Paral·lelament es va produir la mort de Pau Claris el 27 de febrer d'aquell 1641 i la lluita pel poder escindí els partidaris de l'aliança amb la corona francesa en dues faccions: una encapçalada per Josep Margarit, governador de Catalunya, i l'altra pel mateix Josep d'Ardena, un enfrontament personal que duraria fins a la fi de la guerra el 1652. En recompensa als seus serveis rebé el Vescomtat d'Illa el 1642.
Fou, juntament amb Francesc Martí, ambaixador de la Generalitat de Catalunya a França entre 1645-1648, però el 1648 va contradir les ordres que havia rebut de la Generalitat i fou destituït: el motiu fou la seva acceptació de la Pau de Westfàlia en les negociacions de Münster, que suposaren la fi de la Guerra dels Trenta Anys però en la qual Catalunya era utilitzada com a moneda de canvi pels francesos. Les institucions catalanes el van inhabilitar per a l'exercici de càrrecs al Consell de Cent i a la Generalitat. De totes maneres l'any 1650 Josep Fontanella i Garraver, regent a la cancelleria, el va comissionar de nou a la cort de França.
Altre cop com a comandant de la cavalleria catalana, va participar en el Setge de Tortosa (1648), i a principis del 1650 amb un nombrós grup de soldats francesos i catalans a cavall va prendre a l'assalt i va saquejar algunes viles del Maestrat (Regne de València). Finalment va participar en el Setge de Barcelona (1651-1652), després del qual es va acabar la Guerra dels Segadors.
D'acord amb els pactes de la rendició després es va exiliar a la Catalunya del Nord, des d'on va continuar les hostilitats contra els espanyols: Entre 1653 i 1655 participà en les diverses ofensives franceses contra el Principat. Anys després, el 1664, es va naturalitzar francès. Fou uns dels beneficiaris de les expropiacions dels béns dels partidaris rossellonesos filipistes, però el vescomtat d'Illa que havia rebut el 1642 el va perdre a causa dels acords definitius de la Pau dels Pirineus el 1659. El 1668 va lluitar contra els angelets de la terra al Rosselló, i hi morí en un dels combats.